# Провост, Рюди
Рюди Провост (нидерл. Rudy Provoost) — исполнительный вице-президент и Генеральный директор Philips Lighting
Сферы корпоративной ответственности: сектор Lighting, совет по продажам.
Рюди Провост начал профессиональную карьеру в 1984 году в Procter & Gamble Benelux в области систем управления и на протяжении ряда лет работал в качестве руководителя проектов, связанных с управлением финансами, производством, маркетингом и продажами.
В 1987 году был назначен на должность менеджера по маркетинговому планированию в Canon Бельгия, позже занял пост менеджера по маркетингу и продажам в подразделении репрографии, с 1989 года — генеральный менеджер по маркетингу всех бизнес-направлений компании.
С 1992 по 2000 год занимал руководящие должности в компании Whirlpool.
В октябре 2000 года он перешел на работу в Philips на должность исполнительного вице-президента Philips Consumer Electronics в Европе. В августе 2003 года был назначен старшим исполнительным директором по глобальным продажам и услугам Philips Consumer Electronics, а также старшим вице-президентом и членом Комитета коллективного руководства.
В 2004 году был назначен на должность главного исполнительного директора Philips Consumer Electronics, 1 апреля 2008 года занял нынешнюю должность Генерального директора Philips Lighting.
Рюди Провост — член Управляющего комитета компании с августа 2003 года, член Совета директоров Philips с апреля 2006 года.
Имеет ученые степени по психологии и деловому администрированию университета Гента (Бельгия).
Членство в организациях:
- EICTA (Европейская ассоциация информационных технологий, потребительской электроники и телекоммуникаций), Президент и Председатель исполнительного совета (август 2004 г. — май 2008 г.)
- LG-Philips LCD, председатель совета директоров и директор (февраль 2006 г. — февраль 2008 г.)
- Корпорация TCL, член совета директоров (с января 2007 г.)
- EFQM (Европейская федерация менеджмента качества), член Совета директоров (с апреля 2008 г.)